# Breguet Vultur
O Breguet Br.960 Vultur é um protótipo de avião anti-submarino desenvolvido pela Breguet. Sua evolução gerou o modelo de série Breguet Alizé.

## Especificações (2º protótipo Br.960)
Dados de: Jane's All The World's Aircraft 1953–54.
Descrições gerais
- Tripulação: 2
- Comprimento: 15,35 m (50 ft)
- Envergadura: 18,7 m (61 ft)
- Altura: 5,17 m (17 ft)
- Área alar: 36,6 m² (394 ft²)
- Peso de decolagem: 9 800 kg (21 600 lb)

Motorização
- Número de motores: 2x
- Tipo do motor: Turboélice e Turbojato
- Fabricante/modelo: (Turboélice) Armstrong Siddeley A.S.Ma.3 Mamba
(Turbojato) Rolls-Royce Nene 103
- Potência por motor: 1 321 hp (985 kW)
- Empuxo por motor: 2 267,96 kgf (5 000 lbf) (22.3 kN)

Performance
- Velocidade máxima: 900 km/h (559 mph)
- Velocidade total em Nó: 486 kn (900 km/h)
- Autonomia: 4.3 hs
- Tecto de serviço: 13 000 m (42 700 ft)

Armamentos
- Bombas: Bombas e foguetes sob as asas